# Extreme Rules (2009)
Extreme Rules (2009) — первое по счёту шоу Extreme Rules, PPV-шоу производства американского рестлинг-промоушна World Wrestling Entertainment (WWE). Шоу прошло 7 июня 2009 года в «Нью-Орлеан-Арена» в Новом Орлеане, Луизиана. В нём принимали участие рестлеры со всех трёх брендов: Raw, SmackDown! и ECW.

## Результаты
| №    | Поединки                                                                           | Условия                                                                                           | Время |
| ---- | ---------------------------------------------------------------------------------- | ------------------------------------------------------------------------------------------------- | ----- |
| Dark | Микки Джеймс и Келли Келли победили Бет Феникс и Розу Мендес                       | Командный поединок                                                                                | n/a   |
| 1    | Кофи Кингстон (c) победил Монтел Вонтевиуса Портера, Уилльяма Ригала и Мэтта Харди | Фатальный четырёхсторонний поединок за титул чемпиона США WWE                                     | 06:42 |
| 2    | Крис Джерико победил Рея Мистерио (c)                                              | Поединок без ограничений за титул интерконтинентального чемпиона WWE                              | 14:39 |
| 3    | СМ Панк победил Умагу                                                              | Поединок с ремнями                                                                                | 08:59 |
| 4    | Томми Дример победил Кристиана (c) и Джека Сваггера                                | Поединок тройная угроза за титул чемпиона ECW. Если Дример проигрывает поединок, он уходит из WWE | 09:35 |
| 5    | Сантина Марелла победила Викки Герреро (c) и Чаво Герреро                          | Поединок Hog Pen match с форой за титул «мисс WrestleMania»                                       | 02:43 |
| 6    | Батиста победил Рэнди Ортона (c)                                                   | Поединок в железной клетки за титул чемпиона WWE                                                  | 07:03 |
| 7    | Джон Сина победил Биг Шоу                                                          | Поединок до подчинения                                                                            | 19:01 |
| 8    | Джефф Харди победил Эджа (c)                                                       | Поединок с лестницам за титул чемпиона мира в тяжелом весе                                        | 20:07 |
| 9    | СМ Панк победил Джеффа Харди(c)                                                    | Поединок один на один за титул чемпиона мира в тяжелом весе по контракту Money in the Bank        | 01:01 |